# Sonderisolierstation

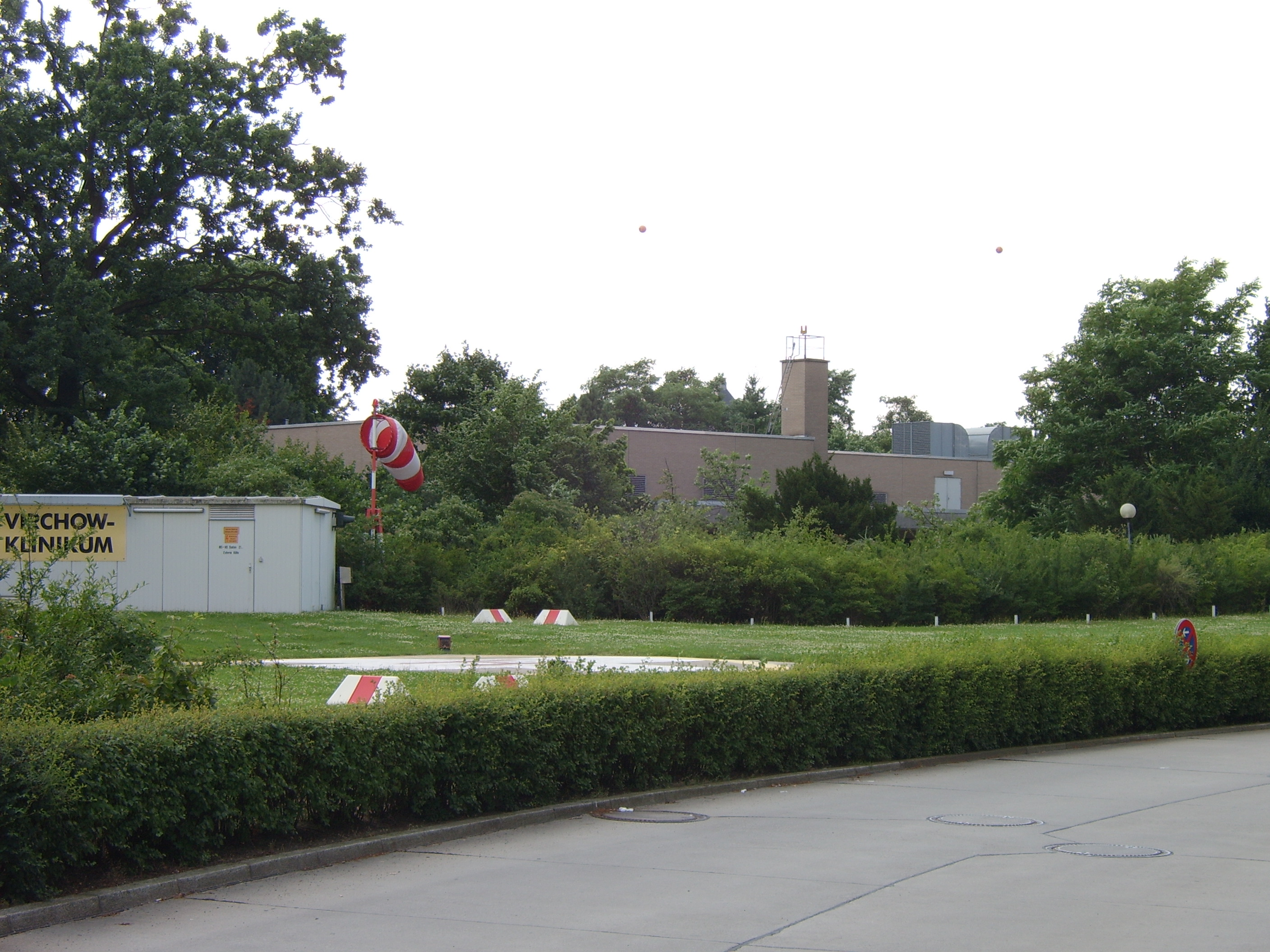
Sonderisolierstation der Medizinischen Klinik m.S. Infektiologie und Pneumologie der Charité

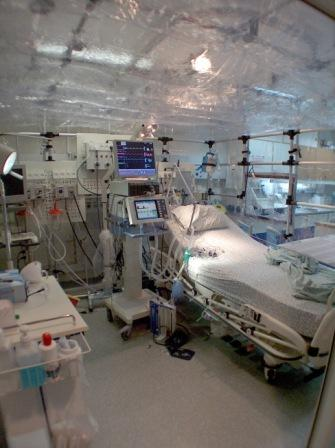
Unterdruckkammer mit Filtrationsanlage zur Isolierung von infizierten Intensivpatienten

Eine Sonderisolierstation (auch Hochisolierstation) ist eine Krankenhausabteilung oder Teil einer solchen zur Absonderung und Behandlung von Patienten mit hochansteckenden Infektionserkrankungen wie viralem hämorrhagischen Fieber oder Pocken.

## Durchführungspraxis
Im Belegungsfall (Infektionen mit Marburgvirus, Ebolavirus, Pocken, Pest und Cholera) werden die Stationen abgesperrt, die Versorgung erfolgt über spezielle zentrale Schleusenbereiche. In den Zimmern herrscht ein leichter Unterdruck, Abfall und Abwässer werden getrennt autoklaviert.

## Deutschland
In Deutschland gibt es sieben Behandlungszentren, in denen Patienten mit hochinfektiösen Erregern versorgt werden können. Sie gehören zum Ständigen Arbeitskreis der Kompetenz- und Behandlungszentren für Krankheiten durch hochpathogene Erreger (STAKOB) beim Robert Koch-Institut.
Die Sonderisolierstation der Infektiologischen Klinik der Charité in Berlin ist mit 20 Betten die größte Isolierstation Deutschlands, mit eigenem Labor und Operationssaal. Durch Unterdruckstufen und Hochleistungsfilter wird verhindert, dass verunreinigte Luft und Erreger nach außen in ungeschützte Bereiche gelangen.
Weitere Behandlungszentren für Patienten mit hochansteckenden Erkrankungen mit je zwei bis sechs Betten gibt es am Universitätsklinikum Düsseldorf, am Bernhard-Nocht-Institut für Tropenmedizin in Hamburg, am Universitätsklinikum Frankfurt am Main, am Städtischen Klinikum St. Georg in Leipzig, am Klinikum Schwabing in München und am Robert-Bosch-Krankenhaus in Stuttgart. Die Missionsärztliche Klinik in Würzburg verfügt über eine Absonderungseinrichtung an der Isolierstation der Fachabteilung Tropenmedizin.